# Hardenbergplatz
Der Hardenbergplatz ist ein Stadtplatz in Berlin. Er ist ein Subzentrum in der City West und liegt im Ortsteil Charlottenburg des Bezirks Charlottenburg-Wilmersdorf. Der Hardenbergplatz grenzt im Norden und Osten an das Areal des Zoologischen Gartens (Ortsteil Tiergarten des Bezirks Mitte) sowie im Süden an die Hardenbergstraße. Im Westen wird der Platz vom Gebäude des Bahnhofs Zoologischer Garten abgeschlossen.

## Geschichte
Der Platz entstand im Jahr 1958, als der zwischen Hertzallee und Hardenbergstraße befindliche Teil der Joachimsthaler Straße in ‚Hardenbergplatz‘ umbenannt und zu einem solchen umgebaut wurde. Benannt ist er – wie auch die Hardenbergstraße – nach dem preußischen Staatsmann Karl August von Hardenberg.
In den 1980er Jahren und insbesondere vor der 750-Jahr-Feier Berlins im Jahr 1987 erfuhr der Platz einen Umbau. So wurden die U-Bahn-Ausgänge an der Hardenbergstraße und der Verkaufspavillon der Verkehrsbetriebe BVG auf der Mittelinsel mit Gebäuden aus grauem Granit überbaut und die Haltebuchten der Busse komplett im Stil eines kleinen Omnibusbahnhofs neu gestaltet.
Im Hochhaus an der Ecke Budapester Straße befand sich jahrzehntelang das Café Huthmacher, in dem die Tradition des Fünf-Uhr-Tees gepflegt wurde, das allerdings wegen Insolvenz schließen musste. Das Hochhaus ist heute als Huthmacher-Haus bekannt.
Die „Normaluhr“ an der Ecke Hardenbergstraße war und ist seit über einem Jahrhundert der Treffpunkt für Verabredete. Hier wurden die Vorabausgaben der Berliner Sonntagszeitungen schon am frühen Samstagabend verkauft, was wegen der seinerzeit sonntags erscheinenden Wohnungsannoncen für Wohnungssuchende wichtig war.
Am Hardenbergplatz beginnt für die aus der Provinz kommende Hauptfigur des Musicals Linie 1 nach Verlassen des Zuges das Abenteuer der Großstadt.
Auf dem Platz wurde nach Fertigstellung des U-Bahnhofs der Linie 9 im Jahr 1961 bis zur Umgestaltung 1987 von der in Berlin gegründeten Firma Osram eine rund 15 Meter hohe Flutlichtleuchte aufgestellt, die mit den jeweils neuesten, hellsten Lampen aus der eigenen Produktion bestückt wurde. 
Im Bahnhof Zoo musste noch bis zum Stadtjubiläum 1987 für das Betreten der Bahnsteige zum Begleiten von Fahrgästen eine Bahnsteigkarte für den Preis von einer D-Mark an die Deutsche Reichsbahn bezahlt werden, die den Zugverkehr der sogenannten „Interzonenzüge“ betrieb.

## Der Berliner Zoo

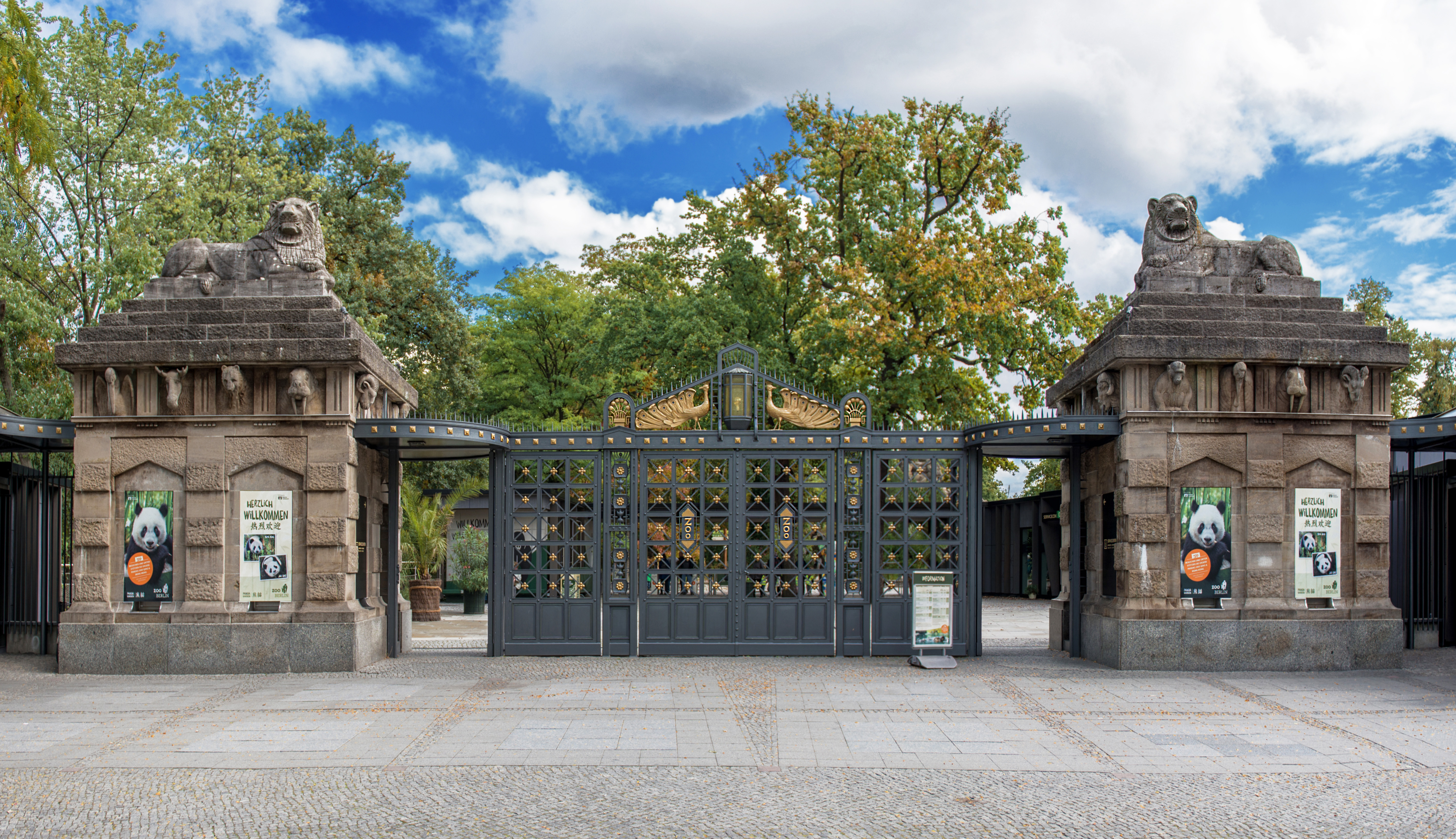
Das Löwentor, der Eingang zum Zoologischen Garten am Hardenbergplatz

Im Gebäude Hardenbergplatz 8 befinden sich der Sitz und die Verwaltung des Zoologischen Gartens, daneben das Löwentor des Zoos, das zum 750. Stadtjubiläum im Jahr 1987 nach alten Vorlagen wiedererrichtet und im Sommer 2016 mit neuem Kassenbereich umgestaltet wurde. Seitdem liegt der eigentliche Eingang jenseits des Tores und ermöglicht Besuchern ohne Eintrittskarte einen Blick in das Nashorngehege.

## Verkehr
- Der Platz ist einer der zentralen Punkte für den öffentlichen Personennahverkehr der Stadt. So beginnen, enden und verkehren an den sechs Haltebuchten die wichtigsten Buslinien der BVG (wie die touristisch vielgenutzten 100 und 200), außerdem Nachtlinien.
- Unter dem Platz befindet sich der U-Bahnhof Zoologischer Garten. Hier verkehren die Linien U2 und U9.
- Im S-Bahn-Bereich des oberirdisch gelegenen Fern- und S-Bahnhofs verkehren aktuell (November 2022) die Linien S3, S5, S7 und S9.
- Im Fernbahnbereich des Bahnhofs halten seit Eröffnung des Berliner Hauptbahnhofs im Jahre 2006 neben dem ICE 10 und dem NJ nur noch Regionalbahnlinien.
- Darüber hinaus sind auf dem Platz ein Taxistand und Parkbuchten für den Individualverkehr zu finden.

## Gebäude in der Umgebung
Auf der vom Hardenbergplatz abgewandten Seite des Bahnhofs, in der Jebensstraße, befindet sich das Museum für Fotografie mit der Helmut-Newton-Sammlung.
In der Hardenbergstraße an der Ecke zur Jebensstraße hat das Oberverwaltungsgericht Berlin-Brandenburg seinen Sitz im Gebäude des vorher dort ansässigen Bundesverwaltungsgerichts; ursprünglich gebaut worden war es für das preußische Oberverwaltungsgericht. Die IHK Berlin mit ihrem Anbau des Ludwig Erhard Hauses befindet sich an der Hardenberg- Ecke Fasanenstraße.
In der Umgebung des Bahnhofs liegen die Kaiser-Wilhelm-Gedächtniskirche auf dem Breitscheidplatz, das Bikini-Haus, das Theater des Westens in der Kantstraße und das Europa-Center. An der Joachimsthaler Straße grenzt das Zoofenster an.
Es gab Pläne zur Errichtung eines Riesenrads nördlich des Bahnhofs. 2007 wurde eine Baugenehmigung erteilt, zwischenzeitlich war die Realisierung in Frage gestellt. Das Projekt wird mittlerweile nicht mehr weiterbetrieben.